# Juan Antonio March Pujol
Juan Antonio March Pujol (Barcelona, 27 de febrero de 1958) es un diplomático español. Embajador de España en la India (desde 2024).

## Biografía
Licenciado en Derecho, ingresó en 1987 en la carrera diplomática. Ha estado destinado en las representaciones diplomáticas españolas en la OCDE e Italia. Ha sido director general del Instituto de Cooperación Iberoamericana y vicepresidente de la Agencia Española de Cooperación Internacional, secretario de la Embajada de España en el Reino Unido, y consejero en la Embajada de España en México. Fue embajador Representante Permanente de España ante la Oficina de las Naciones Unidas y los Organismos Internacionales, con sede en Ginebra (2004-2007); Presidente del Comité de Finanzas de la Organización Mundial del Comercio (2006), Presidente del Consejo de la Organización Internacional de Migraciones y embajador de España en Rusia (2007-2011) siendo sustituido por Luis Felipe Fernández de la Peña.

## Publicaciones
- Poder y futuro. Veinte líderes mundiales y el mañana, La Vanguardia, Barcelona, 2019, 208 pp, ISBN: 978-8416372584. March traza unos retratos de los diversos líderes de talla mundial con los que trató desde los años ochenta hasta hoy, entre los cuales se cuentan figuras como Mijail Gorbachov, Nelson Mandela, Bill Clinton o François Mitterrand, entre otros, para llevarnos de la mano a los grandes temas de nuestro tiempo: la encrucijada europea, los cambios en la estructura económica o la disputa por el liderazgo mundial.
- Momentum: En el umbral del nuevo mundo, Espurna Nec&Otium, Barcelona, 2020, 281 pp, ISBN: 978-8494579363. March señala la necesidad de establecer un espacio político y moral para la nueva humanidad.[3]